# Cercoptera banonii
Cercoptera banonii is een keversoort uit de familie van de boktorren (Cerambycidae). De wetenschappelijke naam van de soort werd in 1839 gepubliceerd door Maximilian Spinola.